# Europäisches Olympisches Sommer-Jugendfestival 2025/Schwimmen
Die Wettkämpfe im Schwimmen beim Europäischen Olympischen Sommer-Jugendfestival 2025 in Skopje wurden vom 23. bis zum 25. Juli 2025 ausgetragen.

## Medaillenspiegel
| Platz  | Land                     | Gold | Silber | Bronze | Gesamt |
| ------ | ------------------------ | ---- | ------ | ------ | ------ |
| 1      | Italien                  | 8    | 6      | 3      | 17     |
| 2      | Ungarn                   | 6    | 1      | 6      | 13     |
| 3      | Spanien                  | 4    | 3      | 3      | 9      |
| 4      | Großbritannien           | 3    | 6      | 2      | 11     |
| 5      | NOK der Republik Belarus | 3    | 2      | –      | 5      |
| 6      | Türkei                   | 3    | 1      | 2      | 6      |
| 7      | Ukraine                  | 2    | 2      | 1      | 5      |
| 8      | Polen                    | 1    | 3      | 2      | 6      |
| 9      | Rumänien                 | 1    | 1      | 1      | 3      |
| 10     | Frankreich               | 1    | 1      | –      | 2      |
| 11     | Schweiz                  | –    | 2      | 1      | 3      |
| 12     | Slowakei                 | –    | 2      | –      | 2      |
| 13     | Israel                   | –    | 1      | 1      | 2      |
| 14     | Bosnien und Herzegowina  | –    | 1      | –      | 1      |
| 15     | Deutschland              | –    | –      | 3      | 3      |
| 16     | Österreich               | –    | –      | 2      | 2      |
| 16     | Portugal                 | –    | –      | 2      | 2      |
| 16     | Tschechien               | –    | –      | 2      | 2      |
| 19     | Griechenland             | –    | –      | 1      | 1      |
| 19     | Kroatien                 | –    | –      | 1      | 1      |
| Gesamt | Gesamt                   | 32   | 32     | 33     | 97     |

## Medaillengewinner

### Jungen
| Disziplin           | Gold                                                                   | Silber                                                                             | Bronze                                                                   |
| ------------------- | ---------------------------------------------------------------------- | ---------------------------------------------------------------------------------- | ------------------------------------------------------------------------ |
| 50 m Freistil       | Mikita Liakh                                                           | Ádám Oláh                                                                          | Rodolfo Alecrim                                                          |
| 100 m Freistil      | Daniele Fiorelli                                                       | Mikita Liakh                                                                       | Rodolfo Alecrim                                                          |
| 200 m Freistil      | Luca Marinescu                                                         | Luca Soriani                                                                       | Makar Jachno                                                             |
| 400 m Freistil      | Zétény Sárkány                                                         | Filip Gero                                                                         | Shon Osher Fomberg Kozka                                                 |
| 1500 m Freistil     | Makar Jachno                                                           | Shon Osher Fomberg Kozka                                                           | Zétény Sárkány                                                           |
| 100 m Rücken        | Francesco Cecconi                                                      | Patryk Przczyna                                                                    | Isak Dokič                                                               |
| 200 m Rücken        | Austyn Anderson Manley                                                 | Giorgio Sartori                                                                    | Anass Lahrach                                                            |
| 100 m Brust         | Maxim Malyshka                                                         | Kostjantyn Fedjuchuk                                                               | Šimon Studnička                                                          |
| 200 m Brust         | Maxim Malyshka                                                         | Kostjantyn Fedjuchuk                                                               | Šimon Studnička                                                          |
| 100 m Schmetterling | Arel Gültekin                                                          | Alberto Madrid                                                                     | Boris Bandiera                                                           |
| 200 m Schmetterling | Arel Gültekin                                                          | Alberto Madrid                                                                     | Marios Vlachakis                                                         |
| 200 m Lagen         | Austyn Anderson Manley                                                 | Cezar Stoica                                                                       | Sergio Villén                                                            |
| 400 m Lagen         | Makar Jachno                                                           | Filip Gero                                                                         | Cezar Stoica                                                             |
| 4 × 100 m Freistil  | ItalienDaniele Fiorelli Francesco Cecconi Luca Soriani Jacapo Apicerni | GroßbritannienPatryk Pryzczyna Nicolai Sisnett Xander Tovey Austyn Anderson Manley | DeutschlandTheodor Buscher Elias Himmelsbach Jannis Kube Nils Woddow     |
| 4 × 100 m Lagen     | TürkeiArel Gültekin Eymen İbolar Serhat Kasal Sarp Hasay               | ItalienFrancesco Cecconi Boris Bandiera Vincenzo Maniaci Daniele Fiorelli          | GroßbritannienAustyn Manley Patryk Przycznya Nikolai Sisnett Tyler Stone |

### Mädchen
| Disziplin           | Gold                                                                  | Silber                                                                                        | Bronze |
| ------------------- | --------------------------------------------------------------------- | --------------------------------------------------------------------------------------------- | --- |
| 50 m Freistil       | Irene Ciércoles                                                       | Anastasiya Vasilenko                                                                          | Zsófia Szalai Gabriela Bortlisz                                                                           |
| 100 m Freistil      | Alessandra Mao                                                        | Barbara Leśniewska                                                                            | Irene Ciércoles                                                                                           |
| 200 m Freistil      | Alessandra Mao                                                        | Barbara Leśniewska                                                                            | Zarina Selimovic                                                                                          |
| 400 m Freistil      | Sofia Biagi                                                           | Rosalie Mesmacque                                                                             | Anna Bartalos                                                                                             |
| 800 m Freistil      | Rosalie Mesmacque                                                     | Sofia Biagi                                                                                   | Anna Bartalos                                                                                             |
| 100 m Rücken        | Irene Ciércoles                                                       | Anastasia Hak                                                                                 | Giorgia Barozzi                                                                                           |
| 200 m Rücken        | Darcey Smith                                                          | Anastasia Hak                                                                                 | Hanna Király                                                                                              |
| 100 m Brust         | Izabell Nagy Benedek                                                  | Josie Lawn                                                                                    | Su Yüksel                                                                                                 |
| 200 m Brust         | Petra Puzsa                                                           | Ela İşcan                                                                                     | Lilli Paier                                                                                               |
| 100 m Schmetterling | Boróka Kertész                                                        | Lydia Elizabeth Cordle                                                                        | Seher Kaya                                                                                                |
| 200 m Schmetterling | Boróka Kertész                                                        | Zerina Vrabac                                                                                 | Michelle Montagnini                                                                                       |
| 200 m Lagen         | Barbara Leśniewska                                                    | Maria Santana                                                                                 | Lilla Hauer                                                                                               |
| 400 m Lagen         | Maria Santana                                                         | Lois Child                                                                                    | Nida Omid                                                                                                 |
| 4 × 100 m Freistil  | SpanienIrene Ciércoles Blanca Codony Candela Arroyo Carlota Rodríguez | ItalienAlessandra Mao Hannah Oberhauser Sofia Napoli Giorgia Barozzi Sofia Biagi (Halbfinale) | UngarnAngéla Bencsics Hanna Szabó Kincső Zsófia Szalai Boróka Kertész                                     |
| 4 × 100 m Lagen     | UngarnHanna Király Izabell Nagy-Benedek Boróka Kertész Kincső Szabó   | ItalienGiorgia Barozzi Lucrezia Boncio Giorgia Punturieri Alessandra Mao                      | PolenEwa Leciejewska Emilia Osadnik Gabriela Bortlisz Barbara Leśniewska Zofia Kowalska-Frączyk (Vorlauf) |

### Mixed
| Disziplin          | Gold                                                                       | Silber                                                                        | Bronze                                                                 |
| ------------------ | -------------------------------------------------------------------------- | ----------------------------------------------------------------------------- | ---------------------------------------------------------------------- |
| 4 × 100 m Freistil | ItalienFrancesco Cecconi Jacopo Apicerni Giorgia Barozzi Hannah Oberhauser | PolenHubert Hołub Bartosz Nawrat Barbara Leśniewska Gabriela Bortlisz         | GroßbritannienPatryk Przyczyna Lois Child Lydia Cordle Austyn Manley   |
| 4 × 100 m Lagen    | ItalienSofia Biagi Vincenzo Maniaci Lucrezia Boncio Giorgio Sartori        | GroßbritannienAleksandra Przybylska Lois Child Lydia Cordle Tyler Aiden Stone | SpanienSergio Villen Candela Arroyo Maria Santana Nicolás Astigarrabia |